# João Sales
Joáo Francisco de Sales (* 9. Juni 1986 in Presidente Prudente) ist ein ehemaliger brasilianischer Fußballspieler.

## Karriere
Sales begann seine Karriere 2005 bei América FC (SP) und spielte unter anderem auch beim Erstligisten AD São Caetano. Von 2006 bis 2007 war er beim tschechischen Slovan Liberec unter Vertrag. Im Sommer 2008 unterschrieb er einen Vertrag beim japanischen Zweitligisten Ventforet Kofu. Von 2009 bis 2010 war er außerdem noch bei den Vereinen Vegalta Sendai und Yokohama FC unter Vertrag. 2009 feierte er mit Sendai die Zweitligameisterschaft und den Aufstieg in die erste Liga. Im Sommer 2010 kehrte er nach Brasilien zurück und unterschrieb einen Vertrag beim Zweitligisten CA Bragantino. 2011 wechselte er zu ADRC Icasa. Am Ende der Série B 2011 stieg der Verein in die dritte Liga ab. 2012 wechselte er zu Arapongas EC. Im Sommer 2012 unterschrieb er einen Vertrag beim bulgarischen Beroe Stara Sagora. Danach spielte er bei CA Linense und Vila Nova FC.

## Erfolge
Vegalta Sendai
- Japanischer Zweitligameister: 2009